# Schljachtynzi
Schljachtynzi (ukrainisch Шляхтинці; russisch Шляхтинцы Schljachtinzy, polnisch Szlachcińce) ist ein Dorf in der ukrainischen Oblast Ternopil mit etwa 850 Einwohnern (2001).

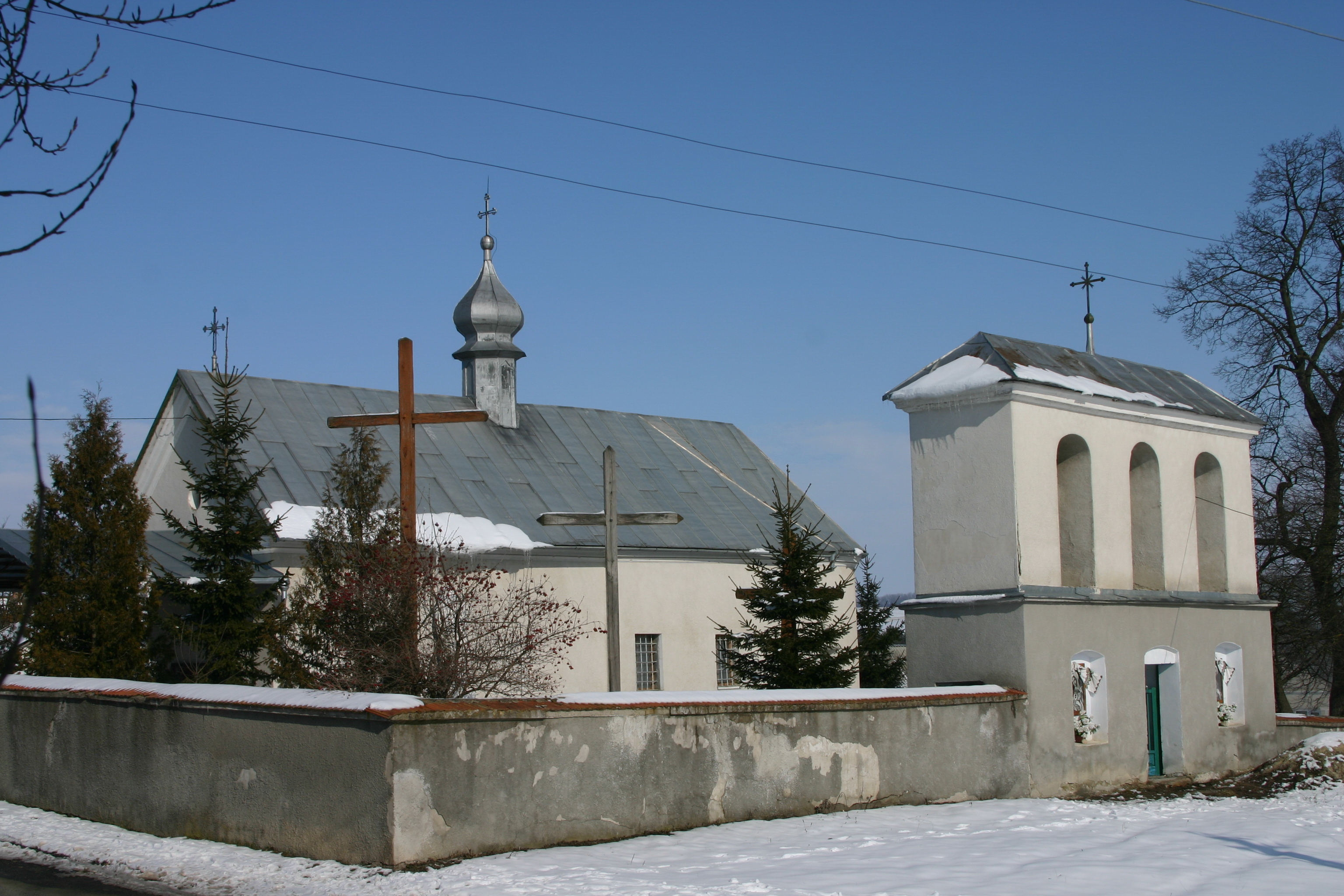
Dreifaltigkeitskirche von 1675 im Dorf

Das erstmals 1463 schriftlich erwähnte Dorf hatte im Jahr 1880 791 Einwohner, 1890 lebten 885 Menschen im Dorf und 1914 hatte die Ortschaft 1069 Bewohner. Das Dorf erlangte Bekanntheit als Heimatdorf der Familie Barwinskyj, die zahlreiche bekannte Mitglieder hervorbrachte.
Zwischen dem 7. März 1946 und dem 18. März 1991 trug das Dorf den ukrainischen Namen Hnisdytschka (Гніздичка).
Am 4. September 2015 wurde das Dorf ein Teil der neu gegründeten Landgemeinde Bajkiwzi im Rajon Ternopil, bis dahin bildete sie zusammen mit dem Dorf Haji-Hretschynski (Гаї-Гречинські) die Landratsgemeinde Schljachtynzi (Шляхтинецька сільська рада/Schljachtynezka silska rada) im Osten des Rajons.
Die Ortschaft liegt in der historischen Landschaft Galizien am Ufer der Hnisna (Гнізна), einem 81 km langen, linken Nebenfluss des Seret, 8 km nordöstlich vom Oblastzentrum Ternopil und besitzt eine Bahnstation an der Bahnstrecke Ternopil–Schepetiwka.
Östlich vom Dorf verläuft die Fernstraße M 19.

## Söhne und Töchter der Ortschaft
- Oleksandr Barwinskyj (1847–1926), ukrainischer politischer Aktivist, Pädagoge und Historiker
- Wolodymyr Barwinskyj (1850–1883), ukrainischer politischer Aktivist, Verleger, Historiker, Soziologe, Journalist, Schriftsteller und Übersetzer